# شهرستان منیستی (میشیگان)
شهرستان منیستی، میشیگان (به انگلیسی: Manistee County, Michigan) یک سکونتگاه مسکونی در ایالات متحده آمریکا است که در میشیگان واقع شده‌است.